# Epacanthaclisis moiwasana
Epacanthaclisis moiwasana là một loài côn trùng trong họ Myrmeleontidae thuộc bộ Neuroptera. Loài này được Okamoto miêu tả năm 1910.